# Хендерсонский тайфунник
Хендерсонский тайфунник (лат. Pterodroma atrata) — вид морских птиц из семейства буревестниковых (Procellariidae). Обитал на Островах Питкэрн и, возможно, во Французской Полинезии. Сейчас — эндемик острова Хендерсон из группы Питкэрна.

## Описание
Хендерсонский тайфунник — размером в среднем 37 см и однородным серо-коричневое оперением.

## Таксономия
Во время первого кругосветного плавания капитана Кука Даниэль Соландер записал в своей рукописи 21 марта 1769 года свои наблюдения за новым буревестником, который он назвал Procellaria atrata. Отчёт Соландера стал известен только после того, как Грегори Мэтьюс опубликовал его в 1912 году. Мэтьюс переименовал его в Pterodroma atrata, поскольку птицы этого вида с тёмным оперением считались тёмным вариантом тринидадского буревестника (Pterodroma heraldica). Лишь в 1996 году были представлены доказательства того, что эти птицы явно отличались от бледно-морфовых тринидадских буревестников.

## Охранный статус
Эти птицы находятся под угрозой исчезновения. Они обитают на островах Питкэрн и, возможно, во Французской Полинезии, хотя путаница с таксоном делает сообщения об этом виде на Маркизских островах, Туамоту, в Австралии и островах Гамбье недостоверными. Гнездовые колонии ранее существовали на острове Дюси группы Питкэрн, но были уничтожены инвазивными крысами к 1922 году. Сейчас считается, что они гнездятся исключительно на острове Хендерсон, который был объявлен объектом Всемирного наследия в 1988 году. Международный союз охраны природы классифицирует его как тесно связанный с Pterodroma arminjoniana и Pterodroma heraldica. Его естественная среда обитания — влажный субтропический кустарник, растущий на этом острове. В 2007 году было определено, что место обитания этого вида, находящееся под угрозой исчезновения, требует срочных действий по его восстановлению.

## Проект сохранения
Несколько веков назад на острове Хендерсона гнездились миллионы пар этих птиц. Брук подсчитал, что в 1991—1992 годах гнездящихся пар было около 16 тыс. Современное количество в колонии оценивается примерно в 40 тыс. особей. Малая крыса (Rattus exulans), предположительно завезённая местными полинезийскими торговцами, почти уничтожила существовавшую колонию, съедая 25 тыс. птенцов буревестников в год. Чтобы спасти этот вид от неминуемого исчезновения, Королевское общество защиты птиц в рамках проекта стоимостью 1,5 млн фунтов стерлингов предприняло попытку провести массовое уничтожение грызунов, чтобы истребить популяцию хищников на острове. Эта попытка восстановить среду обитания, свободную от крыс, была предпринята в августе 2011 года. Хотя был достигнут некоторый успех в сокращении популяции крыс, отбраковка не была завершена, и Королевское общество решило провести дальнейшие исследования, прежде чем пытаться повторить выбраковку. В 2015 году исследовательская группа завершила ряд исследований на острове, но решение о дальнейших действиях ещё не принято.